# E-sport-SM
E-sport-SM var ett mästerskapsturnering i e-sport (elektronisk sport) i Sverige. Turneringen arrangerades första gången säsongen 2011/2012 med tävlingar i Stockholm, Göteborg, Malmö, Växjö, Norrköping, Umeå och Jönköping.
E-sport-SM drevs av Dreamhack och Inferno Online, två e-sportaktörer i Sverige. Målsättningen var "att synliggöra det svenska esportundret, skapa en nationell liga som samt hitta morgondagens e-sportstjärnor". E-sport-SM var öppet för såväl amatörer som proffs.

## Turneringar

### 2011/2012
Säsongen 2011–12 spelades turneringen med tävlingar i fem spel, av varierande speltyper
- Counter-Strike (förstapersonsskjutare)
- FIFA 12 (sportspel)
- Heroes of Newerth (realtidsstrategi/MOBA)
- Starcraft II (realtidsstrategi)
- Super Street Fighter IV: Arcade Edition (fightingspel)

### 2012/2013
Säsongen 2012–13 ändrades spelschemat till fyra spel
- Counter-Strike: GO (förstapersonsskjutare)
- FIFA 13 (sportspel)
- Starcraft II (realtidsstrategi)
- Super Street Fighter IV: Arcade Edition (fightingspel)

### 2013/2014
Säsongen 2013/2014 spelades turneringen med tävlingar i fyra spel, av varierande speltyper.
- Counter-Strike: GO (förstapersonsskjutare)
- FIFA 14 (sportspel)
- League of Legends (moba/arts)
- Starcraft II: Heart of the Swarm (realtidsstrategi)
- Ultra Street Fighter IV (fightingspel)

Datum och eventuella ytterligare spel är ej utannonserat.

### 2015
Säsongen 2015 spelades turneringen med tävlingar i fem spel, av varierande speltyper.
- Counter-Strike: GO (förstapersonsskjutare)
- Dota 2 (realtidsstrategi)
- FIFA 15 (sportspel)
- Hearthstone: Heroes of Warcraft (realtidsstrategi/digitalt samlarkortspel)
- Starcraft II: Heart of the Swarm (realtidsstrategi)

### 2016
Säsongen 2016 spelades turneringen med tävlingar i tre spel, av varierande speltyper.
- Counter-Strike: GO (förstapersonsskjutare)
- Hearthstone: Heroes of Warcraft (realtidsstrategi/digitalt samlarkortspel)
- Starcraft II: Heart of the Swarm (realtidsstrategi)

### Fotnoter
1. ↑  ”Arkiverade kopian”. Arkiverad från originalet den 2 februari 2014. https://web.archive.org/web/20140202222320/http://www.esportsm.se/om-esportsm/. Läst 17 juni 2014.
2. 1 2  http://www.aftonbladet.se/nojesbladet/spela/article13561303.ab
3. 1 2  http://www.aftonbladet.se/nojesbladet/spela/esport/article15627701.ab
4. ↑  ”SM-tävlingar säsong 2013/2014”. E-sport-SM. Arkiverad från originalet den 19 februari 2014. https://web.archive.org/web/20140219223653/http://www.esportsm.se/smtavlingar-sasong-2013-2014/. Läst 28 september 2013.